# Plaine de Montjean
Pour les articles homonymes, voir Montjean.
La plaine de Montjean ou plaine Montjean est une plaine de l'Essonne et du Val-de-Marne, en Île-de-France. Elle s'étend sur 138 à 200 hectares à une dizaine de kilomètres au sud de Paris, à cheval entre les communes de Wissous dans l'Essonne et Rungis et Fresnes dans le Val-de-Marne.

## Étymologie
Le nom « Montjean » proviendrait d'un noble originaire de Montjean-sur-Loire qui avait une propriété dans la plaine au XVe siècle ou XVIe siècle.[réf. souhaitée]
Le terme plaine n'est pas forcément juste car, géographiquement, il s'agit d'un plateau.

## Situation

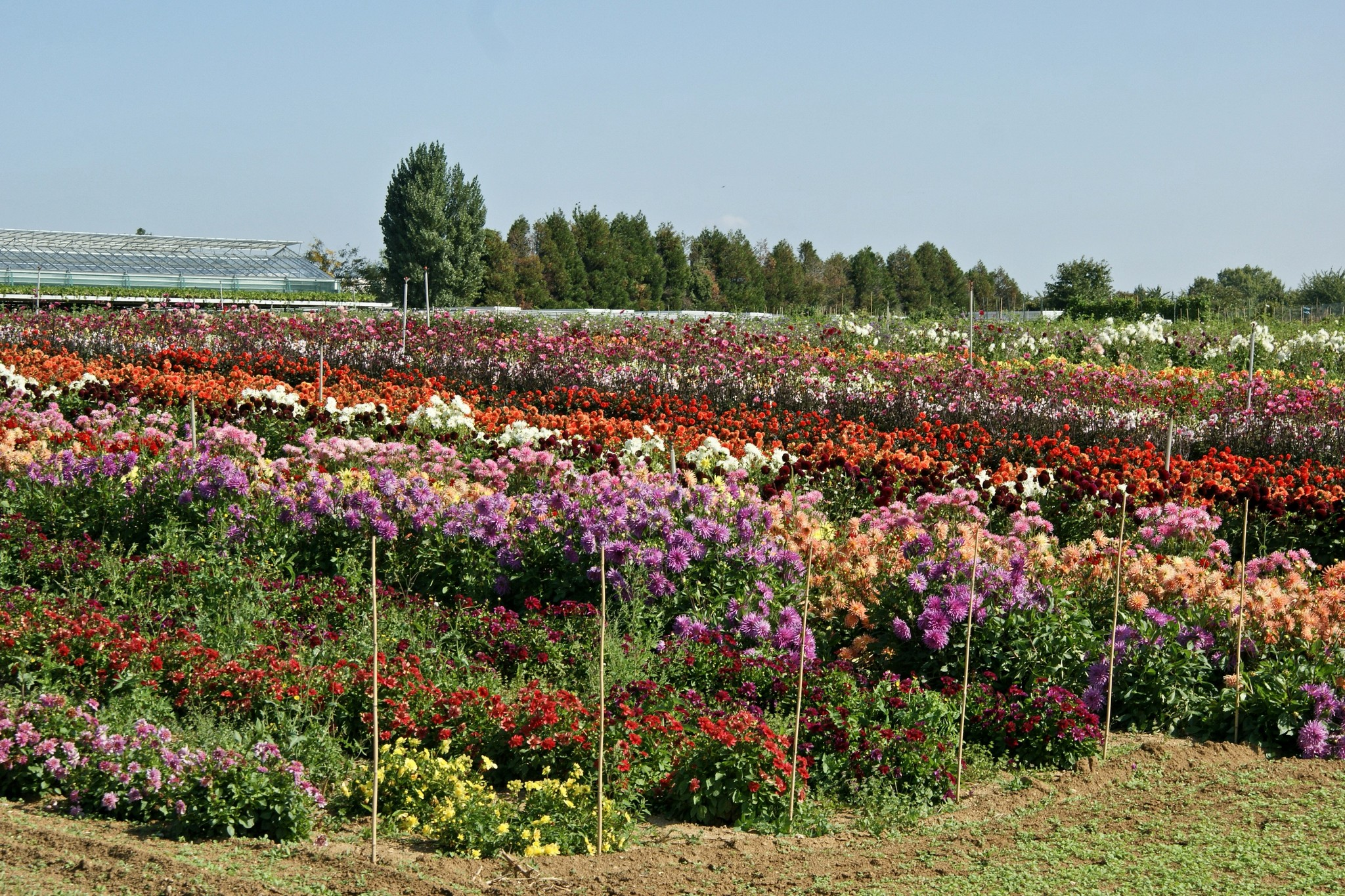
Le centre horticole de la Ville de Paris, situé dans la plaine.

Le domaine du château de Montjean classé espace naturel sensible est situé sur cette plaine, qui comprend également des serres, des pépinières (Centre horticole de la Ville de Paris) et cultures agricoles.
Elle est ceinturée côté sud et est par une branche de la ligne C du RER d'Île-de-France et Orlyval et son atelier, ainsi que traversée dans sa partie ouest par l'autoroute A6. L'aéroport de Paris-Orly avec son pôle, le marché d'intérêt national de Rungis le parc Icade de Rungis sont également à proximité directe.
La Méridienne verte passe par la plaine.
Un point noir est la présence sur la plaine d'un centre de traitement des déchets Paprec, générateur localement de nuisances.

## Projet de développement

Logotype du syndicat intercommunal dédié.

Un syndicat intercommunal de valorisation de la plaine a été créé conjointement en 2011 par les trois communes dans le but de reflêchir à son aménagement dans le cadre de l'opération d'intérêt national Orly-Rungis Seine-Amont, mais aussi du Grand Paris. À la fin des années 2010, il n'a plus d'activité bien que juridiquement toujours existant.
L'urbanisation de cet espace agricole est contesté par des associations locales,. Un collectif nommé « Collectif Montjean » réunis des associations de défense de l'environnement depuis début 2010.
La ville de Rungis a annoncé début 2016 le projet de la création d'un écoquartier sur la plaine de Montjean.